# 叻猜巴洛路

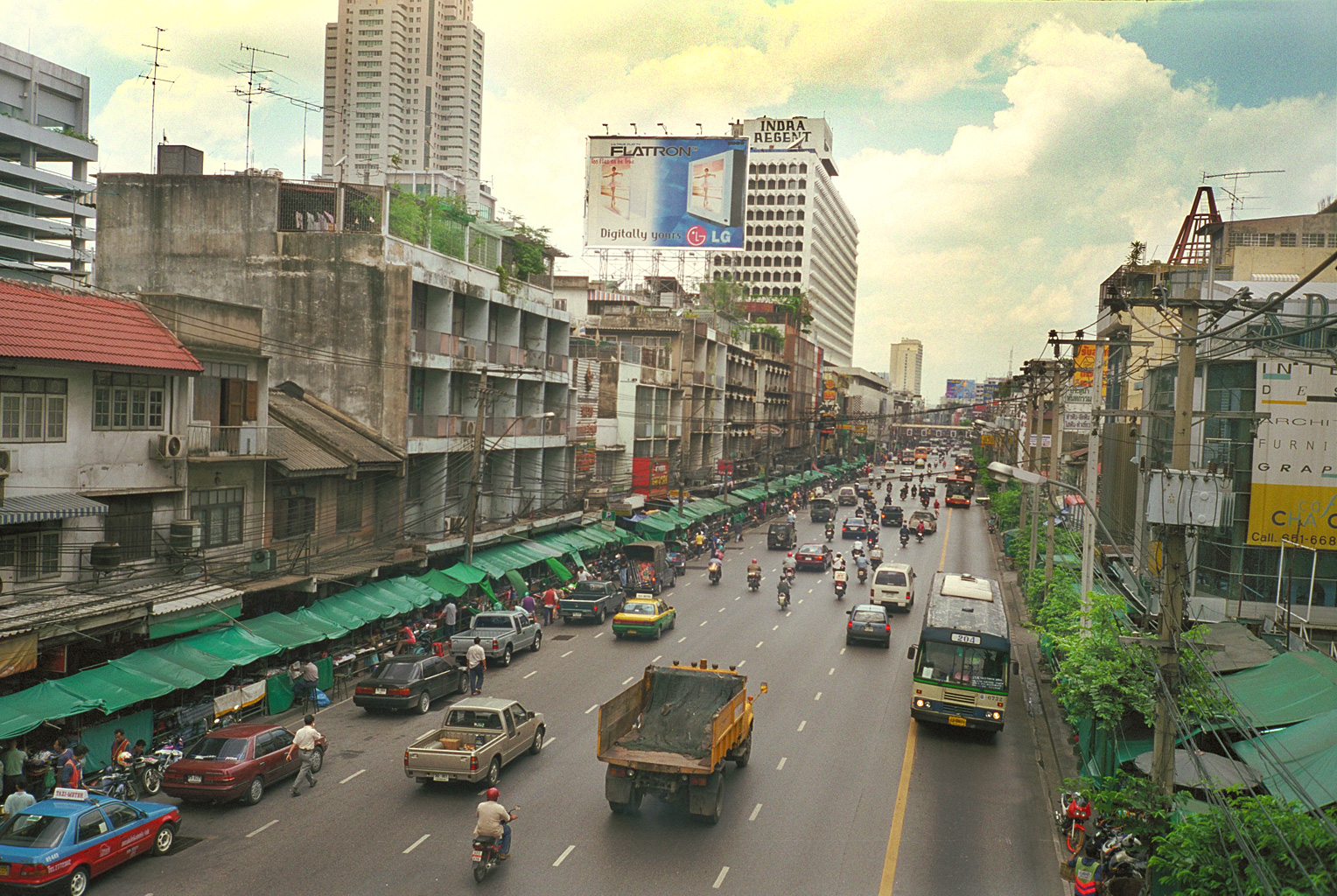
叻猜巴洛路 ถนนราชปรารภ Ratchaprarop Road

叻猜巴洛路位於泰國首都曼谷的叻提威縣，它及叻猜南蒂路（ Rajthevee Road）短短1.4公里長的兩條相連馬路，喧囂的觀光街，路上的彩虹中心第二期 （Baiyoke Tower II）是泰國第一摩天大樓；水門市場（Pratunam Market）。